# Iwan Usienka
Iwan Wasiljewicz Usienka, biał. Іван Васільевіч Усенка, ros. Иван Васильевич Усенко – Iwan Wasiljewicz Usienko (ur. 12 lutego 1983 w Gorkim, ZSRR) – białoruski hokeista, reprezentant Białorusi.
Jego brat Aleksandr (ur. 1986) także został hokeistą i reprezentantem Białorusi.

## Kariera zawodnicza
- Torpedo Niżny Nowogród 2 (1999-2003)
  -  Swift Current Broncos (2001)
- THK Twer (2003-2004)
- Olimpija Kirowo-Czepieck (2004)
- HK Sarow (2004-2005)
- HK Witebsk 2 (2005-2008)
- HK Witebsk (2005-2009)
- HK Homel (2009-2011)
- Junost' Mińsk (2011-2012)
- HK Nioman Grodno (2012-2014)
- Dynama Mińsk (2013-2014)
- HK Szachcior Soligorsk (2014-2015)
- Dynama Mińsk (2015-2016)
  -  HK Dynama Mołodeczno (2015/2016)
- Junost’ Mińsk (2016-2017)
- HK Szachcior Soligorsk (2017-2018)
- Łokomotiw Orsza (2018)

Pochodzi z obszaru rosyjskiego byłego ZSRR. Wychowanek rosyjskiego klubu Torpedo Niżny Nowogród. W barwach rezerw tego zespołu grał w trzeciej lidze rosyjskiej. W drafcie do kanadyjskich rozgrywek juniorskich CHL został wybrany przez klub Swift Current Broncos i w jego barwach występował w sezonie 2001/2002 ligi WHL. Później przeniósł się na Białoruś i w 2005 rozpoczął występy w klubach białoruskiej ekstraligi. W sezonie KHL (2013/2014) grał w lidze KHL w barwach Dynama Mińsk. W 2014 przekazany do zespołu farmerskiego w Soligorsku. Od maja 2015 ponownie zawodnik Dynama Mińsk. Od czerwca 2016 ponownie zawodnik Junostii. Od lipca 2017 ponownie zawodnik Szachciora.
Został reprezentantem Białorusi. Uczestniczył w turniejach mistrzostw świata w 2009, 2014, 2015.

## Kariera trenerska
- Łokomotiw Orsza (2018-2022), trener w sztabie
- HK Brześć (2022-), trener w sztabie

W październiku 2018 przerwał karierę w Łokomotiwie Orsza i został trenerem w sztabie, odpowiedzialny za szkolenie napastników. Od czerwca 2022 w sztabie HK Brześć.

## Sukcesy
Klubowe
- Srebrny medal mistrzostw Białorusi: 2009 z HK Homel, 2017 z Junostią Mińsk
- Brązowy medal mistrzostw Białorusi: 2010 z HK Homel, 2018 z Szachciorem Soligorsk
- Puchar Kontynentalny: 2011 z Junostią Mińsk
- Drugie miejsce w Pucharze Kontynentalnym: 2012 z Junostią Mińsk
- Złoty medal mistrzostw Białorusi: 2014 z Niomanem Grodno, 2015 z Szachciorem Soligorsk, 2016 z Junostią Mińsk
- Puchar Białorusi: 2014 z Niomanem Grodno